# 王广基
王广基（1953年4月26日—），江苏扬州人，汉族，中国医学家，中国药科大学，教授中国工程院院士，中国共产党党员。

## 生平
毕业于新西兰奥塔戈大学药学院。2013年，被选为全国人大代表。2013年12月，当选中国工程院院士。